# البوذية في الصين
البوذية في الصين هي ديانة أصلها من الهند، يبدو أن البوذية بدأت الانتشار في الصين حوالي القرن الأول الميلادي، خلال أسرة هان (206 ق.م. - 220 م). وصلت عبر طرق الحرير من وسط آسيا، وأُنشئ أول معبد بوذي، معبد الحصان الأبيض، في عام 68 م من قبل الإمبراطور مينغ من هان. الدليل يشير إلى أن المبشرين مثل أن شيغاو ولوكاكشما ساهموا في ترجمة النصوص البوذية إلى اللغة الصينية، مما ساعد في انتشارها. تطورت الديانة عبر فترات ازدهار، مثل العصر التانغي الذي إزدهرت فيه البوذية بسبب تبنيها من طرف سلالة تانغ، وفترات اضطهاد، مثل الاضطهاد الكبير في 845-846 م. أثرت على الفن، كما في مغارات لونغمين، والأدب، كأعمال وانغ وي وبو جويي. في العصر الحديث، تأثرت بالثورة الثقافية ولكنها عادت للانتعاش.
طور البوذيون الصينيون مدارس فريدة، غالبًا ما تُدرج كـ"ثلاثة عشر مدرسة" من قبل علماء مثل شينغ-يين، على الرغم من أنها ليست طوائف صلبة بل اتجاهات أو "أبواب الذرما" (فامين)، مع اختلاط كبير. فيما يلي جدول يلخص هذه المدارس و حالتها و الملاحظات الخاصة بها
| اسم المدرسة              | الحالة                      | الملاحظات                                                                                |
| ------------------------ | --------------------------- | ---------------------------------------------------------------------------------------- |
| تيانتاي                  | نجت/أعيد إحياؤها            | تركز على العقيدة، غالبًا ما تُجمع مع ممارسات تشان وأرض الخالص.                             |
| هويان                    | نجت/أعيد إحياؤها            | تركز على العقيدة، سوترا هويان كتعليم أعلى حسب فازانغ.                                    |
| سانلون (ثلاثة المعاهدات) | نجت/أعيد إحياؤها            | قدمت من قبل كوماراجيفا، مادياماكا الشرق الأوسط.                                          |
| وييشي (الوعي فقط)        | نجت/أعيد إحياؤها            | تقليد يوغاشارا، الدورة الثالثة للذرما، أقل شيوعًا اليوم.                                  |
| تشان بوذية               | الأكثر شعبية اليوم          | تجمع مع أرض الخالص و تطورت إلى خمس بيوت.                                                 |
| بوذية أرض الخالص         | نجت/أعيد إحياؤها، تقليدية   | ممارسة نيانفو النواة، غالبًا ما تُجمع مع تشان.                                             |
| وينايا                   | نجت/أعيد إحياؤها، أقل شيوعًا | تركز على قواعد الرهبانية، وينايا دارماغوبتاكا (250 قاعدة للرهبان، 348 للراهبات).         |
| بوذية سرية               | نجت/أعيد إحياؤها، أقل شيوعًا | فاجرايانا الصينية، شائعة مع النخبة خلال تانغ، مثل سوبهاكاراسيمها، فاجرابودي، أموجافاجرا. |
| فاكسيانغ                 | تاريخية/منقرضة حاليا        | مرتبطة بوييشي، مدرسة الوعي فقط.                                                          |
| لو (وينايا)              | تاريخية/منقرضة حاليا        | تركز على الانضباط الرهباني، جزء من تقليد وينايا الأوسع.                                  |
| ساتياسيدهي               | تاريخية/منقرضة حاليا        | منطقية وتحليلية، أقل تأثير اليوم.                                                        |
| مدرسة القواعد            | تاريخية/منقرضة حاليا        | تركز على السلوك الأخلاقي، امتصت في مدارس أخرى.                                           |
| مدارس متنوعة             | تاريخية/منقرضة حاليا        | تقاليد صغيرة مختلفة، التفاصيل غير محددة.                                                 |